# Katrine Engberg
 Der er for få eller ingen kildehenvisninger i denne artikel, hvilket er et problem. Du kan hjælpe ved at angive troværdige kilder til de påstande, som fremføres i artiklen.

Katrine Engberg (født 29. juni 1975 i København) er en dansk krimiforfatter og tidligere showdanser, koreograf, skuespillerinde og sceneinstruktør.

## Danser, koreograf og instruktør
Hun har været showdanser og koreograf på teater og tv, herunder Melodi Grand Prix. I 2014 debuterede hun som teaterinstruktør med forestillingen Rytteriet 2 på Bellevue Teatret[kilde mangler] og instruerede i 2016 musicalen Cougars, der havde skuespillerinderne Charlotte Fich, Mette Horn og Anette Støvelbæk i hovedrollerne.

## Forfatterkarriere
Engberg har skrevet to bøger med selvbiografiske elementer, herunder en rejsebog. Hun debuterede i 2016 som krimiforfatter med sin første roman Krokodillevogteren, om kriminalbetjentene Jeppe Kørner og Anette Werner. Bogen fik en flot modtagelse af anmelderne og lå tre år senere stadig nummer 1 på paperback-bestsellerlisten. I 2017 fulgte andet bind i serien, Blodmåne, og i 2018 treeren, Glasvinge, der lå nummer et på den danske bestsellerliste allerede fem uger inden udgivelse, fulgt af Vådeskud.[kilde mangler] i 2019 og foreløbigt sidste bind i serien, Isola, i 2020. Bogserien har solgt mere end 500.000 eksemplarer i Danmark alene.
Kørner/Werner-serien er solgt til udgivelse i 28 lande, herunder USA, Rusland, Tyskland, Sverige og Norge. I Rusland, Tyskland, Sverige, USA, Canada og Norge har bøgerne ligget på bestsellerlisterne.[kilde mangler]

## Privatliv
Engberg er datter af lingvisten Jan Leon Katlev og byzantinisten Sysse Engberg. Hun bor på Østerbro i København med sin søn, som hun har med Timm Vladimir. Hun blev i 2021 skilt fra Timm Vladimir efter 13 år sammen og danner nu par med Jakob Gandløse Jensen[kilde mangler].

## Teaterarbejde
- Cirkusrevyen (2004) danser
- Rottefælderevyen (2012) koreograf og instruktørassistent
- Rottefælderevyen (2013) instruktør og koreograf
- Vi veed det ikk.. (2014) koreograf
- Rytteriet 2 (2014) instruktør
- Cabaret (2015) koreograf
- Cougar (2016) instruktør

## Filmografi

### Film
- Askepop - the movie (2003) danser
- Kvinden i buret (2013)	Meretes mor
- Skytten (2013)	Peter Hostrups kæreste

### Tv-serier
- Krøniken (2004-2007) danser
- Maj & Charlie (2008) Anne, Nicolajs ekskæreste

## Priser
Hun var i 2017, 2018 og 2019 nomineret og vandt i 2020 boghandlernes pris, Marthaprisen. I både 2018 og 2019 var hun nomineret til publikumsprisen på Krimimessen.[kilde mangler]